# Археоастрономия
Археоастроно́мия (др.-греч. ἀρχη — начало, αστρον — звезда и νόμος — закон) — наука, сформировавшаяся во второй половине XX века, предметом изучения которой служат астрономические представления людей древности. Она разделяется на астроархеологию, изучающую археологические памятники и древние артефакты для поиска в них астрономического значения, этноастрономию, раскрывающую космологические и космогонические представления древних по фольклорным и этнографическим данным, астропиктографию, изучающую астрономическое значение древних рисунков (петроглифов), не всегда известное по этнической принадлежности, астромифологию, изучающую астрономическое значение мифологических концепций разных народов, зависящих от места проживания, астротеологию, изучающую изменение религиозных концепций в зависимости от временных изменений астрономических картин звездного неба, астрогносеологию, изучающую изменение познания (гносео- греч. познание) и мировоззрения древних людей в зависимости от изменения астрономических картин звездного неба.
В свою очередь, археоастрономия является одним из разделов более широкой дисциплины палеоастрономии, изучающей древние астрономические события.
Как междисциплинарная наука, археоастрономия использует результаты, полученные археологией и астрономией, а также историей науки, историей религии, этнологией, лингвистикой, палеоклиматологией и т. д.